# Disoccupato in affitto
Disoccupato in affitto è un film documentario del 2010 diretto da Luca Merloni.
Il film, con protagonista Pietro Mereu, è stato presentato in concorso al Rome independent film festival nel 2011 e distribuito al cinema nel 2012.

## Trama
Pietro Mereu, un uomo di 38 anni rimasto senza lavoro, decide di girare l'Italia come uomo-sandwich indossando un cartello recante la scritta Disoccupato in affitto, intervistando passanti e commercianti nelle principali città italiane chiedendo loro una possibilità d'impiego.

## Accoglienza
Il film è stato inserito al secondo posto nella classifica dei migliori film del 2012 dalla redazione di Comingsoon.it